# Suzuki VX 800
Die Suzuki VX800 (offiziell ohne Leerzeichen in der Modellbezeichnung und oft auch nur "VX" genannt) ist ein Naked Bike, also ein unverkleidetes Motorrad für den Einsatz auf Straßen. Die VX wurde von 1987 bis 1989 im U.S. Suzuki Design-Studio in Brea, Kalifornien, USA, entwickelt, Ende 1989 auf dem Mailänder Salon vorgestellt und 1990 auf den Markt gebracht. Mit der VX sollte binnen einer vergleichsweise kurze Entwicklungszeit von zwei Jahren mit einfachen Mitteln ein Mittelklassetourer auf die Räder gestellt werden. Die Bauzeit umfasste sieben Modelljahre von 1990 bis 1996 mit sehr wenigen Änderungen während der Modelljahre.

## Modellbeschreibung
Der Motor und das Fahrwerk wurden aus dem Chopper Suzuki VS 750 Intruder übernommen, wobei der Rahmen einige Modifikationen bekam. Vorne und hinten sind Scheibenbremsen eingebaut. Die Reifengröße vorne ist 110/80-18, hinten 150/70 B17. Die Sitzhöhe beträgt 800 mm, das Leergewicht 213 kg, vollgetankt 240 kg. Das zulässige Gesamtgewicht ist 450 kg, der Tankinhalt 19 Liter mit 3,0 Liter Reserve. Die VX hat einen Doppelschleifen-Stahlrohrrahmen mit einer ölgedämpften nicht einstellbaren Teleskopgabel vorn (Durchmesser 41 mm, 150 mm Federweg) und einer Schwinge mit zwei Gasdruck-Federbeinen hinten (119 mm Federweg, Zug- und Druckstufe einstellbar). Die VX wird mit einem Elektrostarter angelassen. Der Hinterradantrieb erfolgt über eine 2-fach umgelenkte Kardanwelle. Diese befindet sich im Kardantunnelgehäuse. Charakteristisch für die VX800 ist der wassergekühlte 805-cm³-V2-Motor. Es gibt zwei Modellreihen für unterschiedliche Märkte mit den jeweiligen Typenbezeichnungen VS 51 B (für den europäischen Markt) und VS 51 A (Amerika und Australien). Beide Modellreihen unterscheiden sich optisch vor allem durch einen stärker gekröpften Lenker und einer größeren Gabelbrücke mit Lenkungsdämpfern bei der A-Version und technisch im jeweils unterschiedlichen Aufbau der Kurbelwelle.
Optisch beherrscht der offen sichtbare V2-Motor den Eindruck von der VX, abgerundet durch die voluminöse beidseitige 2-2-Auspuffanlage. Die Wasserkühlung des Motors ist fast unsichtbar an der Front zwischen dem Doppelrohr-Rahmen angebracht, der linke Rohrunterzug dient gleichzeitig dem Kühlmitteltransport. Ebenso unsichtbar verläuft die lange Kardanwelle im linken Holm der Schwinge hinter dem linken Auspuffdämpfer. Trotz dem hohen Trockengewicht von 213 kg, u. a. bedingt durch das Gewicht des Kardantriebs, weist die VX eine schmale Silhouette auf, deren Breite vom einfachen Stahlrohrlenker mit den ausladenden Rückspiegeln bestimmt wird.
Andererseits holten die Ingenieure bei der Konzeption das machbare aus den strikten (Kosten-)Vorgaben. So verzichteten sie auf Motorlager aus Gummi. Stattdessen platzierten sie den Motor im Vergleich zur VS 750 weiter vorne im Rahmen, um mehr Gewicht auf die Front zu verlagern und das Lenkverhalten zu verbessern. Zusätzlich zu der Gewichtsverlagerung nach vorn wurde die Lenkwinkel angepasst (von 36 Grad bei der Intruder auf 31 Grad bei der VX) und der Nachlauf in gleichem Maße verkürzt. Trotzdem blieb der Radstand unverändert bei langen 1.550 mm. Dies gelang durch eine Verlängerung der Schwinge und Antriebswelle. Die längere Welle verhindert effektiv den üblichen "Fahrstuhleffekt" früherer Kardan-Motorräder (insbesondere bei BMW), sorgt aber auch für ein höheres Gewicht.

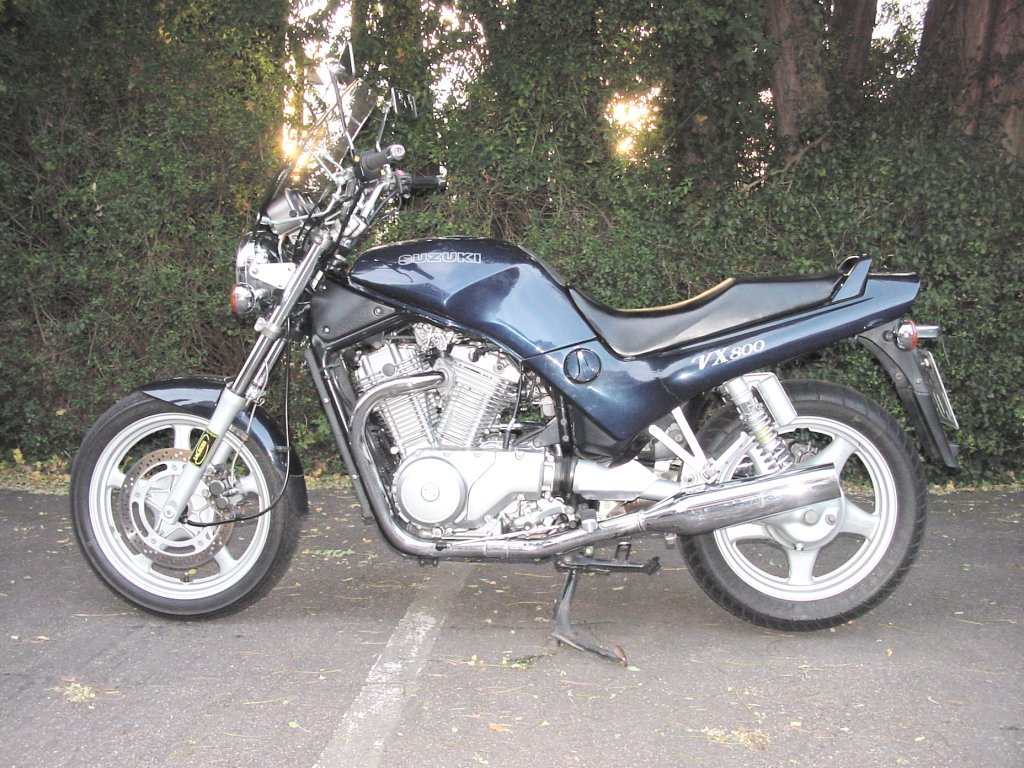
VX mit MRA Windshield

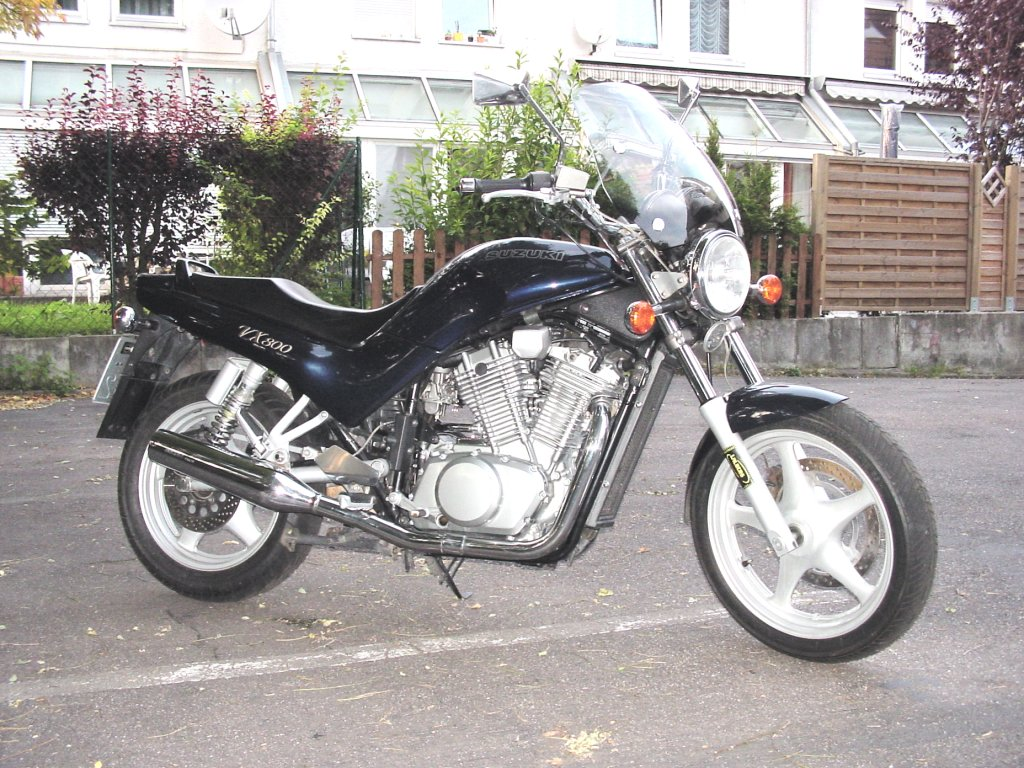
VX mit MRA Windshield

### Typenbezeichnungen der deutschen Modelle
- L/UL (E22) – 1990
- M/UM (E22) – 1991
- N/UN (E22) – 1992
- P/UP (E22) – 1993
- R/UR (E22) – 1994
- T/UT (E22) – 1996

### Farbbezeichnungen (deutsche Modelle)
- Pearl Novelty Black
- Prussian Blue Metallic
- Candy Antares Red
- Deep Purple Metallic
- Candy Academy Maroon
- Light Purple Metallic

Nicht jede Farbe war in jedem Modelljahr erhältlich. Eine exakte Zuordnung je Modelljahr ist nicht bekannt. In anderen europäischen Ländern waren weitere Farben ab Importeur erhältlich (z. B. Silber in GB).

### Typenbezeichnungen leistungsgedrosselter Varianten (ab Werk)
Erfolgte die Auslieferung ab Werk mit 50 PS, trägt der Vergaser die Kennung 45C60 und die VX heißt VX800 UL - UT.

## Entstehungsgeschichte
Laut Presseberichten geht die Entwicklung der VX vor allem auf eine Initiative der deutschen Suzukiwerksniederlassung zurück. Diese war der Meinung, dass Suzuki nach dem Auslaufen der GS 850 G den Markt für "einfache, wartungsarme und gleichzeitig preisgünstige Allrounder" vernachlässige. Bereits die GS 850 G war als erste Kardan-Suzuki speziell für den deutschen Markt entstanden. Dass es Suzuki Mitte der 80er Jahre an einem Nachfolger für die in Testberichten hoch gelobte und auch am Markt erfolgreiche GS 850 G mangelte, verdeutlicht die Tatsache, dass die GS 850 G offiziell Ende 1981 vom Markt genommen wurde, aber mangels einer Nachfolgeentwicklung in Deutschland erneut ab 1984 in den Verkauf aufgenommen und noch bis 1988 abverkauft wurde. Das gleiche Schicksal betraf auch die unverkleideten GS Nachfolgemodelle der GSX Baureihe, die alle spätestens 1988 vom Markt genommen wurden.
Auch die Motorradpresse wünschte sich abseits der sich rasant entwickelnden vollverschalten Sportler und Supersportler neue Motorräder der Kategorie "Normal-Motorrad". Gleichzeitig taten sich Ende der 80er Jahre aber andere Hersteller mit genau solchen Modellen im Absatzmarkt schwer:
- die Honda VT 500 E, ebenfalls mit Kardan und V2-Motor, war ein Verkaufsflop und wurde 1988 vom Markt genommen
- auch das direkte Honda Nachfolgemodell NTV 650 mit ähnlicher Charakteristik (flüssigkeitsgekühlter Zweizylinder-Viertakt-V-Motor, Kardan, Allrounder, günstiger Preis) verkaufte sich ab 1988 in den ersten Jahren weit unter den Erwartungen
- bei BMW konzentrierte sich die Nachfrage nach ihrem 800er-Boxermotor auf die Enduro R 80 GS und den verkleideten Tourer R 80 RT, während die unverkleidete R 80[7] nur in vergleichsweise kleinen Mengen verkauft wurde

Trotz diesen Erfahrungen der Mitbewerber gab man in Hamamatsu 1985/86 grünes Licht für die Entwicklung eines neuen unverkleideten Tourenmotorrades. Entwickelt wurde das Design im nordamerikanischen Suzuki-Design-Studio in Brea, Kalifornien in den Jahren 1987-1989, wobei die ersten Entwürfe bereits 1986 entstanden und das spätere Layout weitestgehend vorwegnahmen. Auf Grundlage der veröffentlichten frühen Studien und späterer Aussagen Beteiligter lassen sich folgende Rahmenbedingungen für die Entwicklung skizzieren:
- als technische Basis war von Anfang an der charakteristische 45-Grad-Twin-Motor mit 750 cm³ der 1986 präsentierten Suzuki VS 750 Intruder[8] geplant, mit der Suzuki die Harley-Davidson Optik damaliger Modelle kopierte; erste Skizzen der VX trugen entsprechend auch den Namen "VX750"
- der Verkaufspreis sollte (zumindest zum Verkaufsstart in Deutschland) unterhalb von 10.000 DM liegen
- eine interne Konkurrenz zum neuen Modell Suzuki GS 500 E sollte vermieden werden

Begünstigt wurde die anschließende Markteinführung der VX im Jahre 1990 von der Tatsache, dass Suzuki Motorcycles in Deutschland zu der Zeit auf einer Erfolgswelle schwamm und den Ruf hatte, „das richtige Motorrad zur richtigen Zeit“ auf den Markt zu bringen. Innerhalb von 5 Jahren hatte Suzuki damit seinen Marktanteil von 5 % (1984) auf knapp 20 % (1989) gesteigert. Wenn daher Suzuki ein neues Gattungsmodell wie die VX 800 als hubraumstarkes Naked-Bike auf den Markt brachte, erregte das bei der Presse und im Markt Aufsehen. Entsprechend groß war schon vor der Markteinführung das Presseecho, was sich in den Jahren 1990-1993 auch in einer vergleichsweise großen Anzahl an Einzel- und Vergleichstest in der Fachpresse ausdrückte.
Bis heute nimmt die VX vor allem wegen der Kombination aus der klassischen Tourer-Optik und dem (zu Markteintritt) modernen wassergekühlten V2-Motor in "Harley-Twin Optik" mit 4 Ventilen, einem hohen Drehmoment über einen breiten Drehzahlbereich und dem wartungsfreien Kardanantrieb eine Sonderstellung ein.

## Motor

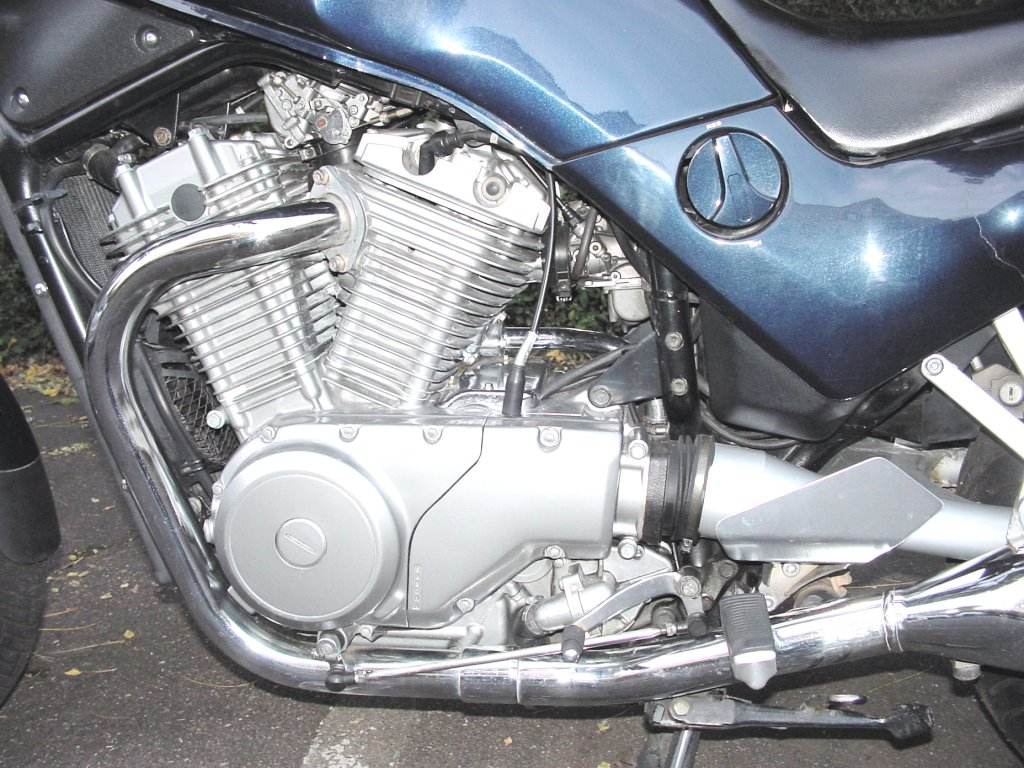
VX 800 V-2 Motor

Der VX800 Motor ist ein flüssigkeitsgekühlter V2-Viertaktottomotor mit zwei Zündkerzen und SOHC-Vierventiltechnik. Die Ventile werden über eine obenliegende, kettengetriebene Nockenwelle und Gabelkipphebel mit Einstellschrauben betätigt. Der Hubraum beträgt 805 cm³. Bohrung und Hub betragen 83 mm / 74,4 mm. Die Verdichtung beträgt ε=10. Zwei Vergaser der Firma Mikuni mit Durchlass 36 mm sorgen für die Gemischaufbereitung.
Der Motor der VX 800 war seinerzeit mit Wasserkühlung und Vierventiltechnik her ein moderneres Aggregat als die Motoren der damaligen Zweizylinderkonkurrenz, was in diversen Vergleichstests bei Markteinführung der VX hervorgehoben wurde.
In seinen Grundzügen stammte der Motor der VX vom Chopper VS 750 Intruder ab. Im Gegensatz zur VS 750 (mit 50 PS/37 kW) hat der Motor in der Bearbeitung für die VX eine erhöhte Leistungsabgabe von 61 PS/45 kW. Erreicht wurde dies durch ein Feintuning des Motors inklusive 3 mm mehr Bohrung bei gleichbleibendem Hub und einem um 2 mm vergrößertem Durchmesser der Vergaser. Ventildurchmesser und Steuerzeiten blieben gleich. Eine entscheidende Veränderung betraf jedoch den Aufbau der Kurbelwelle: der Versatz der Pleuelzapfen zueinander ist bei der "A" (45 Grad) und der "B" (75 Grad) unterschiedlich. In der Konsequenz zünden je Version beide Zylinder in einer etwas anderen Stellung zueinander, was eine veränderte Motorcharakteristik zur Folge hat. Die "A" für den amerikanischen und australischen Markt wurde mit dem 45-Grad-Kurbelzapfenversatz der VS 750 Intruder ausgestattet, da amerikanische Suzuki-Testfahrer behaupteten, der 75-Grad-Kurbelzapfenversatz der "B" lasse den Motor bei US-Geschwindigkeiten dumpf und leblos wirken. Außerdem sorge dies für eine charismatischere Auspuffkadenz. American Suzuki verlangte auch, dass die Gesamtübersetzung für eine bessere Beschleunigung niedriger sein sollte. Der Grund für diese Produktpolitik wurde von einschlägigen Fachzeitschriften in der Marktnachfrage vermutet. Die "A" zielte demnach mit einem „harley-ähnlichem“ Sound und mehr Vibrationen auf den Geschmack der Amerikaner und Australier. Folgerichtig setzte Suzuki die A-Version des VX Motors parallel ab 1992 bis 2000 – in einer gedrosselten Variante mit 37 kW/50 PS – in dem Nachfolgemodell der VS 750 ein, der Suzuki VS 800 GL Intruder.
Da das Lastenheft für die VX in Europa aber ein anderes war, wählten die Suzuki Ingenieure für den VX Motor der "B" eine differenzierte Lösung: statt um 45 Grad versetzten sie die Hubzapfen um 75 Grad. Zusammen mit dem Zylinderwinkel von 45 Grad ergibt dies ein Laufverhalten wie bei einem V-Motor mit 120 Grad Bankwinkel. Dies sollte für einen geschmeidigeren Motorlauf sorgen – auch ohne eine zusätzliche Ausgleichswelle. Die "B" mit dem ruhigeren Motorlauf sollte die Tourenfreude der Europäer bedienen. Die Nennleistung von 45 kW liegt bei 7000/min an; das maximale Drehmoment beträgt 76 N·m bei 4000/min.

### Leistungsvarianten
Die VX kam mit Verkaufsstart in Deutschland ab Werk ungedrosselt mit 61 PS (45 kW) oder wahlweise mit 50 PS (37 kW) für eine günstigere Versicherungseinstufung in den Handel. In der 61-PS-Version erreicht die VX ihr Leistungsmaximum bei 6800/min und das maximale Drehmoment von 72 Nm beinahe schon bei 3000/min (nominell erst bei 5400/min). Das Krad beschleunigt (ungedrosselt) von 0 auf 100 in 5,1 s und erreicht eine Höchstgeschwindigkeit von 180 km/h (Werksangabe). In der 50 PS-Version liegt das Leistungsmaximum bei 6000/min und das max. Drehmoment von 69 Nm bereits bei 2800/min an. Die Vmax liegt bei 170 km/h. Die Drosselung erfolgt durch kleine Kunststoffröhren im Unterdruckkolben, diese reduzieren den Weg des Kolbens, der danach nicht mehr bis oben "einfahren" kann und somit nicht den vollen Querschnitt des Ansaugkanals freigibt. Die Vergaser haben größere Hauptdüsen als bei der ungedrosselten Variante.
Für die in Deutschland bis 1993 geltende Leistungsbegrenzung auf 27 PS für Führerscheinneulinge gab es von Werk aus keine Drosselung. Jedoch entwickelte Anfang 1990 ein deutscher Suzuki-Händler ein einfaches Drosselkit mit zwei Hülsen, die den Vergaserschieber begrenzen und einem Drosselklappenanschlag, inklusive TÜV- und Abgas-Gutachten, das schnell und kostengünstig von jedem Suzuki-Händler eingebaut werden konnte. Die Zeitschrift "Motorradfahrer" testete in der Ausgabe 06/1990 eine VX mit der 27 PS Drosselung und ermittelte folgende Fahr- und Leistungswerte: 27 PS bei 5200/min, max. Drehmoment 68 Nm bei 2500/min, Geschwindigkeit max. 136 km/h (solo).
Ab 1993 wurden sowohl die Versicherungsklassen neu geordnet als auch die Leistungsbegrenzung für Führerscheinneulinge geändert. Als Folge entfiel ab Mitte 1993 die 50-PS-Variante, stattdessen konnte ab Werk eine Variante mit 34 PS (25 kW) geordert werden. Die 34 PS liegen bei 5600/min an, das max. Drehmoment beträgt 65 Nm bei 2800/min, die Höchstgeschwindigkeit liegt bei 150 km/h. Von Werk aus gedrosselte 34-PS-Varianten besitzen spezielle Unterdruckkolben mit reduziertem Hub. Für die Entdrosselung müssen die Schieber komplett getauscht werden. Nachträglich von 61 PS auf 34 PS gedrosselte Varianten werden wie bei der früheren 27-PS-Drosselung über hubreduzierende Kunststoffhülsen im Unterdruckkolben und Drosselblenden in den Ansaugstutzen leistungsreduziert. Entsprechende Drosselkits lassen sich auch heute noch inklusive Teilegutachten erwerben. Eine spätere Entdrosselung dieser Variante ist relativ einfach möglich.
In einem 34-PS-Vergleichstest zwischen (gedrosselten) Exemplaren einer BMW R80R, Honda NTV 650 und VX 800 befindet sich die VX trotz des erheblich ungünstigeren Leistungsgewichts in der gedrosselten Version in allen Fahrleistungen (Durchzug, Vmax.) gleichauf mit der NTV 650 und deklassiert die BMW R80R klar.

## Allgemein

### Zubehör
Für die VX800 gab es nur wenig modellspezifisches Zubehör, darunter Angebote an Gepäck- und Kofferträgersystemen von den großen Herstellern. Außerdem gab es Halb- und Vollverkleidungen verschiedener Hersteller, die aber nicht von Werk aus erhältlich waren. Auf dem Gebrauchtmarkt sind heute eher die unverkleideten VXen geschätzt, die meisten "verschalten" Exemplare lassen sich aber leicht zurückrüsten. Als technisch vorteilhaftes Zubehör zur Steigerung der Fahreigenschaften haben sich Federbeine und progressive Gabelfendern schon während der Bauzeit der VX erwiesen. Gleiches gilt für Stahlflex-Bremsleitungen und verbesserte aufeinander abgestimmte Bremsscheiben und Bremsbeläge aus dem Zubehörhandel. Diese lassen sich noch als Neuteile erwerben.

### Modellpflege
Suzuki verzichtete bei der VX über den gesamten Herstellungszeitraum auf eine Modellpflege (bis auf einzelne Farben s. o.) und minimale kosmetische Änderungen (z. B. geänderte Lenkerklemmen). Erwähnswert (und wichtig) ist lediglich der seit 1992 montierte Unterdruck-Benzinhahn. Die früheren Modelle besaßen Hähne, die nach der Fahrt auf "Off" gedreht werden mussten. Das Unterlassen konnte zu einer Überforderung des Schwimmernadelventils und damit zum Überlaufen des Vergasers führen. Mit der Serienumstellung ging eine Rückrufaktion einher.
Ab VX800 T (etwa 1996): Die vordere Bremszange wurde modifiziert (Zange der kleinen Suzuki Bandit). Für dieses (letzte) Baujahr sind folglich andere Beläge erforderlich.
Modellreihe T/UT (E22) – 1996: Wegen strengerer Geräuschvorschriften verringerte sich die Leistung der VX800 T ohne Leistungsbeschränkung um 1 PS auf 60 PS / 44 kW. Der "Leistungsverlust" wird durch einen kleinen Killschalter am vorderen Vergaser erreicht, der bei vollständig geöffneter Drosselklappe die Zündung unterbricht. Mit diesem Eingriff versuchte Suzuki, den ab 1996 gültigen strengeren Geräuschbestimmungen in Deutschland zu begegnen.
1996 beendete Suzuki die Produktion, bis Ende 1997 wurde der 96er-Jahrgang bei den Händlern abverkauft.
Für die VX gab es kein Sondermodell. Einzige (bekannte) Ausnahme stellt das Sondermodell "Highlander" des niederländischen Importeurs aus 1996 dar. Dabei handelt es sich um eine VX mit jeweils farblich passender Halbschale des Herstellers TCP (mit Schriftzug "Highlander") und einem schwarzen Krauser-Kofferset.
Suzuki führte für die VX800 naheliegende (und teils auch in Aussicht gestellte) Modelloptimierungen wie eine zweite vordere Bremsscheibe und eine Überarbeitung des Fahrwerks niemals durch. Wahrscheinlich ist, dass das Suzuki Hauptquartier in Japan mit dem Verkaufsstopp in den USA 1993 die Entscheidung traf, die VX nicht mehr weiterzuentwickeln und sich ganz auf die (indirekten) Nachfolger mit V2 Motoren zu konstruieren. Zusätzlich dürfte eine Rolle gespielt haben, dass ab 1997 (zumindest auf dem Papier) in Deutschland neue Abgasregeln eingeführt werden sollten, welche die VX ohne Anpassungen nicht eingehalten hätte (grundsätzlich aber möglich gewesen wäre, wie die Verwendung des Motors in der späteren Suzuki Intruder VS 800 und in der noch späteren Sachs Roadster 800 zeigte). Als Ergebnis brachte Suzuki keinen vergleichbaren Nachfolger für die VX auf den Markt, entwickelte seine V2-Tradition in (sportlichen) Tourenkrafträdern aber bereits 1997 mit der TL 1000 S und ab 1999 mit der SV 650 weiter.

### Konkurrenz
Ende der 70er, Anfang der 80er Jahre war die Hochzeit großer unverkleideter Tourenmaschinen gewesen. Ende der 80er Jahre waren diese fast gänzlich von den neuen überwiegend aus Japan stammenden Sportmodellen verdrängt worden. Die MOTORRAD schrieb damals: ""Als die Hersteller nach der großen Krise Mitte der 80er Jahre ihre aufgeblähten Modellpaletten entrümpelten, blieben die meisten dieser Motorräder auf der Strecke. Sie entsprachen nicht mehr dem damaligen Zeitgeist, der nach sportlichen Bikes mit möglichst viel Leistung bei geringem Gewicht lechzte. Die Konsequenz war ein drastisch geschrumpftes Angebot an klassischen Kardan-Tourern mit einer Leistung von 50 bis 60 PS. Neben der BMW R 80 erreichten nur noch die Honda NTV 650 sowie die Ende 1989 präsentierte Suzuki VX 800 größere Stückzahlen."
Die NTV 650 und BMW R80R waren entsprechend auch die Wettbewerber, gegen welche die VX in den zeitgenössischen Vergleichstests (in allen Varianten mit 34, 50 und 61 PS) des Öfteren antreten musste. Sie wurde aber auch (in deutschen Tests) u. a. mit der Kawasaki Zephyr 750, Harley-Davidson 883 Sportster, Moto Guzzi Mille GT, BMW R 100 R und Yamaha TDM 850 verglichen.

### Zulassungszahlen
Deutschland:
Die Erwartungen der deutschen Suzuki Werksniederlassung bei Markteinführung 1990 waren hoch und lagen bei der Planzahl von ca. 1500 verkauften VX im ersten Jahr. Das Ziel wurde erreicht: rund 1700 Exemplare setzte Suzuki im ersten Jahr ab, etwa 1550 im zweiten. Von 1990 bis Mai 1996 wurden insgesamt mehr als 7800 VX in Deutschland zugelassen, trotz jährlich steigender Preise bei gleichzeitig ausbleibender Modellpflege und immer mehr (und moderneren) Konkurrenzmodellen, die auf den "Retro-Zug" aufsprangen. Nach dem Abverkauf der letzten Händlermodelle gab es Ende der 90er Jahre mehr als 8000 zugelassene VX auf den deutschen Straßen. Damit war die VX800 war angesichts des relativ geringen Verkaufszeitraums von 7 Jahren in Deutschland ein Verkaufserfolg und trug zum weiteren Ausbau des Marktanteils von Suzuki in Deutschland bei, auch wenn die VX am Ende nicht die Verkaufszahlen des bekanntesten Konkurrenzmodells Honda NTV 650 erreichte. Dies lag auch daran, dass die VX seit 1995 mit den "Bandit"-Modellen Konkurrenz aus dem eigenen Haus bekam.
USA:
Auf dem damals dritt-wichtigsten Markt (nach Japan und Deutschland) floppte die VX800 und wurde bereits ab Ende 1993 nicht mehr importiert. Dies überraschte die Marktstrategen von Suzuki, war die VX doch bewusst in den USA designt und entwickelt worden. Doch auch andere Motorräder, die in Europa sehr erfolgreich waren wie z. B. die Kawasaki-Zephyr-Modelle, floppten in den USA. Über die Gründe kann nur spekuliert werden.
Waren 2004 n Deutschland noch ca. 7500 zugelassene VX beim KBA registriert, waren zum Stichtag 1. Januar 2024 immerhin noch 1749 VX800 in Deutschland zugelassen.
Entsprechend oft findet man die VX auch heute noch auf dem (deutschen und europäischen) Gebrauchtmarkt. Bereits durchgeführte Verbesserungen des Fahrwerks wie straffere hintere Federbeine aus dem Zubehör und progressive Gabelfedern sind preisfördernd ebenso wie das Vorhandensein von beliebten Anbauteilen wie Koffersystemen, Sturzbügeln und Gabelprotektoren.

### Ein indirekter Nachfolger: die Sachs Roadster 800
Eine Renaissance erlebte der VX800-Motor von 2000 bis 2004 in Gestalt der Sachs Roadster 800, deren wassergekühltes V-Twin-Aggregat sowie der Kardanantrieb in modifizierter Form von der VX übernommen wurden. Auch optisch ähnelt die Sachs als "naked-bike" der VX.